# Rejon ruzajewski
Rejon ruzajewski (ros. Рузаевский район, erzja Рузайбуе, moksza Орозаень аймак) – jednostka administracyjna wchodząca w skład Republiki Mordowii w Rosji.
Centrum administracyjnym rejonu jest miasto Ruzajewka. W granicach rejonu usytuowane są m.in. miejscowości: Aksionowo, Aleksandrowka, Atiemar, Archangielskoje Golicyno, Bołdowo, Lewka, Mordowska Piszla, Pajgarma, Pałajewka, Pierchlaj, Płodopitomniczeskij, Lewżenskij, Russkoje Bajmakowo, Suzgare, Tatarska Piszla, Trusklaj, Chowanszczina, Sziszkiejewo.